# Connie Dierking
Conrad William "Connie" Dierking (Brooklyn, Nueva York, 2 de octubre de 1936 − Cincinnati, Ohio, 29 de diciembre de 2013) fue un jugador de baloncesto estadounidense que disputó 10 temporadas en la NBA. Con 2,05 metros de estatura, jugaba en la posición de pívot.

## Trayectoria deportiva

### Universidad
Jugó durante tres temporadas con los Bearcats de la Universidad de Cincinnati, en las que promedió 12,6 puntos y 13,3 rebotes por partido. Hoy en día todavía conserva el récord de más rebotes conseguidos en un partido con los Bearcats, con 33 capturas realizadas ante Loyola Marymount en 1957.

### Profesional
Fue elegido en la sexta posición del Draft de la NBA de 1958 por Syracuse Nationals, donde jugó dos temporadas, pero en las que contó con pocos minutos de juego, por lo que decidió irse a jugar a la ABL, a los Philadelphia Tapers y posteriormente a Cleveland Pipers, con los que ganó el campeonato en 1962, en una temporada en la que promedió 11,8 puntos y 7,5 rebotes por partido.
En la NBA conservaba sus derechos los Nats, que en la temporada 1963-64 pasó a jugar en Filadelfia cambiando el nombre por el de Philadelphia 76ers. Allí jugó temporada y media antes de convertirse en uno de los protagonistas de uno de los traspasos más recordados de la historia de la liga, el que llevó a Wilt Chamberlain a los Sixers a cambio del propio Dierking, Paul Neumann, Lee Shaffer, que acabaron en San Francisco Warriors, y 150.000 dólares. No tuvo demasiada suerte en California, acabando esa temporada con 8,0 puntos y 6,5 rebotes por partido, siendo traspasado junto con Art Heyman a Cincinnati Royals a cambio de Bud Olsen y dinero. Con los Royals jugó cinco temporadas, las mejores de su carrera deportiva, siendo la más destacada la 1969-70, en la que promedió 16,7 puntos y 8,2 rebotes por partido.
Al comienzo de la temporada siguiente fue traspasado de nuevo a los Sixers, junto con Fred Foster, a cambio de Darrall Imhoff, donde jugaría su última temporada como profesional, ya con 34 años de edad. En el total de su carrera promedió 10,0 puntos y 6,7 rebotes por partido.

## Estadísticas de su carrera en la NBA

### Temporada regular
| Temporada | Edad | Equipo                 | Liga | P   | TIT | MIN  | TC  | TCA  | %TC  | 3P | 3PA | %3P | TL  | TLA | %TL  | R.OF. | R.DEF. | REB | ASIS | ROB | TAP | PER | FP  | PTS  |
| 1958-59   | 22   | Syracuse Nationals     | NBA  | 64  |     | 11.3 | 1.6 | 4.5  | .362 |    |     |     | 1.3 | 2.2 | .593 |       |        | 3.6 | 0.5  |     |     |     | 2.3 | 4.6  |
| 1959-60   | 23   | Syracuse Nationals     | NBA  | 71  |     | 15.8 | 2.7 | 7.4  | .365 |    |     |     | 1.5 | 2.6 | .574 |       |        | 6.4 | 0.8  |     |     |     | 2.4 | 6.9  |
| 1963-64   | 27   | Philadelphia 76ers     | NBA  | 76  |     | 16.9 | 2.5 | 6.8  | .372 |    |     |     | 1.5 | 2.2 | .675 |       |        | 5.6 | 0.7  |     |     |     | 2.9 | 6.5  |
| 1964-65   | 28   | TOTAL                  | NBA  | 68  |     | 19.0 | 3.2 | 7.9  | .405 |    |     |     | 1.5 | 2.5 | .595 |       |        | 6.4 | 1.1  |     |     |     | 2.4 | 7.9  |
| 1964-65   | 28   | Philadelphia 76ers     | NBA  | 38  |     | 19.2 | 3.2 | 8.2  | .389 |    |     |     | 1.4 | 2.2 | .651 |       |        | 6.3 | 1.1  |     |     |     | 2.7 | 7.8  |
| 1964-65   | 28   | San Francisco Warriors | NBA  | 30  |     | 18.8 | 3.2 | 7.6  | .427 |    |     |     | 1.5 | 2.8 | .541 |       |        | 6.5 | 1.0  |     |     |     | 2.1 | 8.0  |
| 1965-66   | 29   | Cincinnati Royals      | NBA  | 57  |     | 13.7 | 2.4 | 5.6  | .416 |    |     |     | 0.9 | 1.4 | .610 |       |        | 4.3 | 0.8  |     |     |     | 2.0 | 5.6  |
| 1966-67   | 30   | Cincinnati Royals      | NBA  | 77  |     | 24.7 | 3.8 | 9.5  | .399 |    |     |     | 1.7 | 2.3 | .744 |       |        | 7.8 | 2.1  |     |     |     | 3.3 | 9.3  |
| 1967-68   | 31   | Cincinnati Royals      | NBA  | 81  |     | 32.6 | 6.7 | 14.4 | .467 |    |     |     | 2.9 | 3.8 | .765 |       |        | 9.5 | 2.4  |     |     |     | 3.9 | 16.4 |
| 1968-69   | 32   | Cincinnati Royals      | NBA  | 82  |     | 31.0 | 6.7 | 15.0 | .443 |    |     |     | 3.0 | 3.9 | .762 |       |        | 9.0 | 2.7  |     |     |     | 3.7 | 16.3 |
| 1969-70   | 33   | Cincinnati Royals      | NBA  | 76  |     | 32.2 | 6.9 | 16.4 | .419 |    |     |     | 3.0 | 4.0 | .752 |       |        | 8.2 | 2.2  |     |     |     | 3.6 | 16.7 |
| 1970-71   | 34   | TOTAL                  | NBA  | 54  |     | 13.6 | 2.3 | 6.0  | .388 |    |     |     | 1.1 | 1.6 | .685 |       |        | 4.3 | 1.1  |     |     |     | 2.1 | 5.8  |
| 1970-71   | 34   | Cincinnati Royals      | NBA  | 1   |     | 23.0 | 3.0 | 16.0 | .188 |    |     |     | 0.0 | 0.0 |      |       |        | 7.0 | 1.0  |     |     |     | 5.0 | 6.0  |
| 1970-71   | 34   | Philadelphia 76ers     | NBA  | 53  |     | 13.5 | 2.3 | 5.8  | .399 |    |     |     | 1.2 | 1.7 | .685 |       |        | 4.3 | 1.1  |     |     |     | 2.1 | 5.8  |
| Total     |      |                        | NBA  | 706 |     | 21.9 | 4.1 | 9.7  | .417 |    |     |     | 1.9 | 2.8 | .697 |       |        | 6.7 | 1.5  |     |     |     | 2.9 | 10.0 |

### Playoffs
| Temporada | Edad | Equipo             | Liga | P  | MIN | TCA | TC  | 3PA | 3P | TLA | TL | R.OF. | REB | ASIS | ROB | TAP | PER | FP | PTS | %TC  | %3P | %FT   | MIN  | PTS  | REB  | AST |
| 1958-59   | 22   | Syracuse Nationals | NBA  | 4  | 34  | 2   | 12  |     |    | 7   | 9  |       | 17  | 2    |     |     |     | 5  | 11  | .167 |     | .778  | 8.5  | 2.8  | 4.3  | 0.5 |
| 1959-60   | 23   | Syracuse Nationals | NBA  | 3  | 32  | 6   | 20  |     |    | 0   | 1  |       | 15  | 1    |     |     |     | 6  | 12  | .300 |     | .000  | 10.7 | 4.0  | 5.0  | 0.3 |
| 1963-64   | 27   | Philadelphia 76ers | NBA  | 5  | 71  | 14  | 33  |     |    | 5   | 9  |       | 30  | 5    |     |     |     | 10 | 33  | .424 |     | .556  | 14.2 | 6.6  | 6.0  | 1.0 |
| 1965-66   | 29   | Cincinnati Royals  | NBA  | 4  | 64  | 9   | 18  |     |    | 9   | 10 |       | 15  | 1    |     |     |     | 11 | 27  | .500 |     | .900  | 16.0 | 6.8  | 3.8  | 0.3 |
| 1966-67   | 30   | Cincinnati Royals  | NBA  | 4  | 151 | 32  | 75  |     |    | 6   | 6  |       | 52  | 14   |     |     |     | 13 | 70  | .427 |     | 1.000 | 37.8 | 17.5 | 13.0 | 3.5 |
| Total     |      |                    | NBA  | 20 | 352 | 63  | 158 |     |    | 27  | 35 |       | 129 | 23   |     |     |     | 45 | 153 | .399 |     | .771  | 17.6 | 7.7  | 6.5  | 1.2 |